# Plankton: Filmen
Plankton: Filmen (engelska: Plankton: The Movie) är en amerikansk animerad äventyrs- och komedifilm med premiär på strömningstjänsten Netflix den 7 mars 2025. Filmen är regisserad av Dave Needham, efter ett manus skrivet av Kaz, Mr. Lawrence och Chris Viscardi. Filmen är en spinnoff på filmerna och TV-serien om Svampbob Fyrkant.

## Handling
Filmen kretsar kring Plankton och hur hans värld ställs på ända när hans plan för världsherravälde omintetgörs.

## Rollista (i urval)
- Mr. Lawrence – Plankton
- Jill Talley – Karen
- Tom Kenny – Svampbob Fyrkant
- Bill Fagerbakke – Patrik
- Carolyn Lawrence – Sandy
- Clancy Brown – herr Krabba
- Rodger Bumpass – Bläckvard